# Cantone di Prades
Il Cantone di Prades era una divisione amministrativa dell'arrondissement di Prades.
È stato soppresso a seguito della riforma complessiva dei cantoni del 2014, che è entrata in vigore con le elezioni dipartimentali del 2015.
Comprendeva i comuni di:
- Campôme
- Casteil
- Catllar
- Clara
- Codalet
- Conat
- Corneilla-de-Conflent
- Eus
- Fillols
- Fuilla
- Los Masos
- Molitg-les-Bains
- Mosset
- Nohèdes
- Prades
- Ria-Sirach
- Taurinya
- Urbanya
- Vernet-les-Bains
- Villefranche-de-Conflent